# Macha Méril
Pour les articles homonymes, voir Méril et Gagarine (homonymie).
Macha Méril, nom de scène de Maria-Magdalena Vladimirovna Gagarine, est une actrice et écrivaine française née le 3 septembre 1940 à Rabat (Maroc).

## Biographie

### Jeunesse
Macha Méril est née princesse Maria-Magdalena Vladimirovna Gagarina en 1940, de l'union du prince Vladimir Anatolievitch Gagarine et de Maria Vsevolodovna Bielskaïa, issue de la noblesse russe, tous deux exilés sur la Côte d'Azur après la révolution de 1917.
Benjamine d'une fratrie composée de son demi-frère Georges (né à Nice le 15 juillet 1921 et tué en Allemagne le 15 avril 1945) et de ses deux sœurs, elle grandit au protectorat français du Maroc, à Rabat, où son père est ingénieur agronome. Il meurt du typhus en 1946 en allant chercher le corps de son fils Georges tombé au front en Allemagne. La petite Macha, 4 ans, ses deux sœurs Hélène et Élisabeth, et leur mère rentrent en France, à Bagneux, en région parisienne.
Macha Méril est scolarisée au lycée Marie-Curie de Sceaux. Elle commence ensuite des études de lettres, mais les interrompt pour entrer au cours Charles Dullin du TNP et entreprend une carrière de comédienne. Gérard Oury l'invite à se choisir un nom de scène, elle garde Macha, le diminutif russe de Maria, et prend le nom de Méril en hommage à la chanteuse de jazz Helen Merrill.

### Carrière

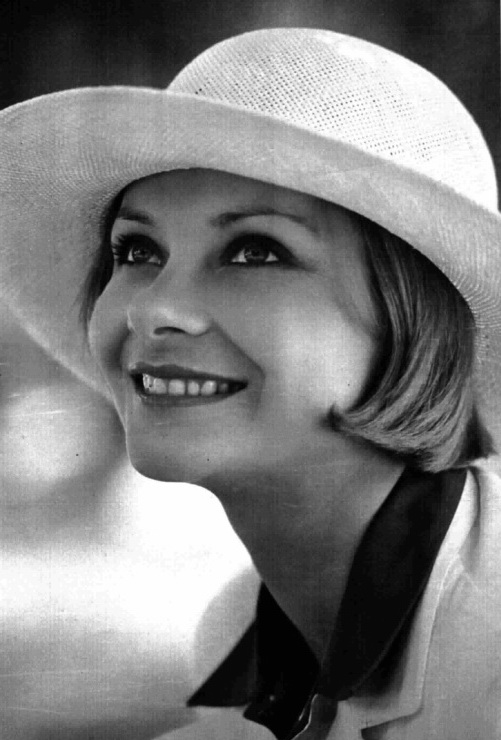
Macha Méril en octobre 1975 dans le magazine Radiocorriere.

En 1959, Macha Méril commence sa carrière cinématographique avec le second rôle marquant d'Yvette dans La Main chaude, première réalisation de Gérard Oury, qui est à la fois acteur, scénariste et dialoguiste. Installée à New York, elle est élève à l'Actors Studio de 1960 à 1962.
Après quelques téléfilms américains et un long-métrage, Mercredi soir, 9 heures… de Daniel Mann, elle revient en France et devient une des actrices de la Nouvelle Vague. Jean-Luc Godard lui offre, en 1964, le rôle principal de son huitième long métrage, Une femme mariée, qui lance sa carrière.
Après des rôles dans Belle de jour de Luis Buñuel (1966), Nous ne vieillirons pas ensemble de Maurice Pialat (1972), Beau-père de Bertrand Blier (1981), Les Uns et les Autres de Claude Lelouch (1981), Le Grand Carnaval d'Alexandre Arcady (1983) ou encore La Vouivre de Georges Wilson (1989), Macha Méril privilégie le théâtre et les dramatiques télévisées.
Entre 1986 et 1989 elle incarne Maroussia Lambert dans la populaire série télévisée québécoise Lance et compte,.
En 2005, elle reçoit le prix Reconnaissance des cinéphiles pour l'ensemble de sa carrière, décerné à Puget-Théniers (Alpes-Maritimes) par l'Association Souvenance de cinéphiles.
Sociétaire de l'émission Les Grosses Têtes, elle participe de manière aléatoire à l'émission Ça balance à Paris en tant que chroniqueuse culture.
En octobre 2013, elle annonce qu'elle prépare une émission de télévision culinaire où elle apprendra à cuisiner à son fils.

### Vie privée

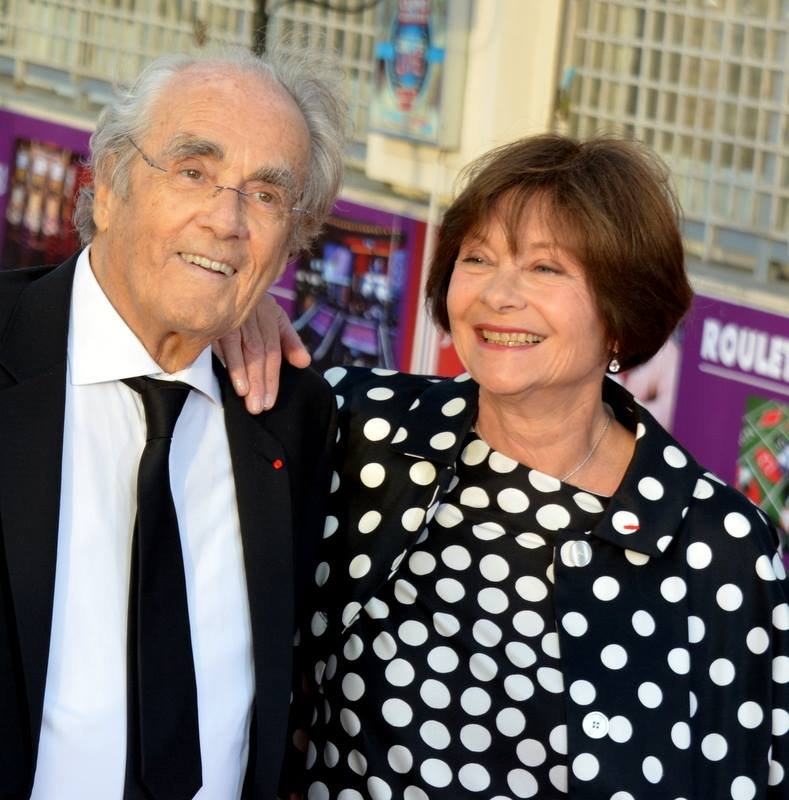
Avec son dernier époux Michel Legrand au festival du film de Cabourg en 2015.

Mariée au réalisateur et producteur de cinéma italien Gian Vittorio Baldi en 1969, Macha Méril s'installe à Rome et tourne dans plusieurs films italiens. Malgré son divorce, elle adopte légalement son beau-fils Gian Guido, né d'une première union de son ex-époux. À l'époque, elle sortait d'une déception amoureuse avec le photographe italien Luciano d'Alessandro, qui n'était que son amant puisqu'elle était mariée à Gian Vittorio Baldi.
En 1983, à l’âge de 43 ans, elle vit une grande histoire d’amour avec l’acteur Stéphane Freiss, de 20 ans son cadet. Cette histoire durera presque 8 ans.
Le 18 septembre 2014, elle épouse civilement le compositeur Michel Legrand (1932-2019) à Monaco, puis religieusement à la cathédrale orthodoxe russe Saint-Alexandre-Nevsky à Paris. Mort le 26 janvier 2019, celui-ci est inhumé à Paris au cimetière du Père-Lachaise (44e division), tombe sur laquelle le nom de Macha Méril est déjà gravé.

## Engagements
Proche de Lionel Jospin en 2002, Macha Méril fait en 2012 publiquement part de son soutien à François Hollande.
En 2017, elle s'affiche en soutien d'Emmanuel Macron aux côtés d'autres actrices comme Danièle Évenou.
En 2022, elle participe à la conception d'un ouvrage de jeunes engagés pour la paix en Ukraine. En effet, elle est membre du comité de lecture de l'ouvrage "De l'encre pour la paix" et remet plusieurs prix coups de cœur à des poèmes écrits par plus de 50 jeunes du monde pour la paix. L'ouvrage sort en 2023 au profit de l'Unicef.

## Filmographie

### Cinéma

#### Années 1960
- 1960 : La Main chaude de Gérard Oury : Sophie
- 1960 : Une question d'assurance de Pierre Kast (court-métrage)
- 1961 : Mélancholia de Guy Gilles
- 1961 : Adorable Menteuse de Michel Deville : Yvette
- 1962 : Le Signe du Lion d'Éric Rohmer : la blonde du 14 juillet (non créditée)
- 1962 : Le Repos du guerrier de Roger Vadim : Raphaële
- 1963 : Mercredi soir, 9 heures... de Daniel Mann : Jacqueline Edwards
- 1963 : Dragées au poivre de Jacques Baratier : la stripteaseuse
- 1964 : Une femme mariée de Jean-Luc Godard : Charlotte
- 1964 : La Vie conjugale d'André Cayatte  -  dans les deux époques : Nicole
  - Jean-Marc ou la Vie conjugale - 1er volet du diptyque
  - Françoise ou la Vie conjugale - 2e volet du diptyque
- 1965 : L'Appât de l'or noir (Der Ölprinz) de Harald Philipp : Lizzy
- 1966 : L'Espion de Raoul Lévy : Frieda Hoffmann
- 1967 : L'Horizon de Jacques Rouffio : Elisa
- 1967 : Belle de jour de Luis Buñuel : Renée
- 1968 : Au pan coupé de Guy Gilles : Jeanne Delaître
- 1968 : Ne jouez pas avec les Martiens d'Henri Lanoë : Maryvonne Guéguen

#### Années 1970
- 1970 : L'amore coniugale de Dacia Maraini : Leda Pataneo
- 1971 : Seuls les oiseaux volent en liberté (Siamo tutti in libertà provvisoria) de Manlio Scarpelli : Gisella de Rossi
- 1972 : Nous ne vieillirons pas ensemble de Maurice Pialat : Françoise
- 1972 : La Nuit des fleurs (La notte dei fiori) de Gian Vittorio Baldi : Macha
- 1973 : Les Chinois à Paris de Jean Yanne : Madeleine Fontanes
- 1974 : Amore mio non farmi male de Vittorio Sindoni : Linda de Simone
- 1975 : Les Frissons de l'angoisse (Profondo rosso) de Dario Argento : Helga Ulmann
- 1975 : La bête tue de sang-froid (L'ultimo treno della notte) d'Aldo Lado : la femme mystérieuse dans le train
- 1975 : Le Dernier Jour d'école avant les vacances de Noël (L'ultimo giorno di scuola prima delle vacanze di Natale) de Gian Vittorio Baldi : Egle
- 1975 : L'Âge de la paix (L'età della pace) de Fabio Carpi : Elsa, femme de Glauco
- 1975 : Son tornate a fiorire le rose de Vittorio Sindoni : Linda de Simone
- 1976 : Roulette chinoise (Chinesiches Roulette) de Rainer Werner Fassbinder : Traunitz
- 1976 : Perdutamente tuo... mi firmo Macaluso Carmelo fu Giuseppe de Vittorio Sindoni : la baronne Valeria Lamia
- 1977 : Peccatori di provincia de Tiziano Longo : Vincenzina Lo Curcio
- 1977 : Delirio d'amore (Pasión) de Tonino Ricci : Bianca
- 1977 : Une femme d'occasion (Una donna di seconda mano) de Pino Tosini : Clelia, la mère de Simone
- 1977 : Ride bene... chi ride ultimo, sketch Prete per forza de Walter Chiari : la princesse Esmeralda Benti Contini
- 1978 : Va voir maman, papa travaille de François Leterrier : Marianne
- 1978 : Tanto va la gatta al lardo.... de Vittorio Sindoni : Vera
- 1978 : Robert et Robert de Claude Lelouch : Agathe
- 1978 : En l'autre bord de Jérôme Kanapa : Christine
- 1978 : Rock'n Roll de Vittorio De Sisti : Anna Lisa
- 1978 : Ridendo e scherzando de Vittorio Sindoni : Susy

#### Années 1980
- 1980 : Tendres Cousines de David Hamilton : Agnès, la mère de Julien
- 1981 : Beau-père de Bertrand Blier : la maîtresse de maison pour l'anniversaire
- 1981 : Les Uns et les Autres de Claude Lelouch : Magda Krémer
- 1982 : Le Crime d'amour de Guy Gilles : Jeanne Bontemps / Odette Dumont
- 1983 : Mortelle randonnée de Claude Miller : Madeleine
- 1983 : Le Grand Carnaval d'Alexandre Arcady : Armande Labrouche
- 1983 : Au nom de tous les miens de Robert Enrico : la mère de Martin Gray
- 1984 : Les Fauves de Jean-Louis Daniel : Sylvia
- 1985 : Les Rois du gag de Claude Zidi : Jacqueline
- 1985 : Les Nanas d'Annick Lanoë : Françoise
- 1985 : Sans toit ni loi d'Agnès Varda : Madame Landier
- 1986 : Suivez mon regard de Jean Curetlin : la femme à l'ouvre-boîte
- 1986 : Duo pour une soliste (Duet for One) d'Andreï Kontchalovski : Anya
- 1989 : La Vouivre de Georges Wilson : la Rodinet

#### Années 1990
- 1991 : Money de Steven Hilliard Stern : Madame Varles (version tv)
- 1991 : Una storia semplice d'Emidio Greco : la mère de Roccella
- 1991 : La Tentation de Vénus (Meeting Venus) d'István Szabó : Miss Malikoff
- 1992 : Soupe de poissons (Zuppa de pesce) de Fiorella Infascelli : Caterina
- 1993 : Berlino '39 de Sergio Sollima : Madame Vic
- 1994 : Délit mineur de Francis Girod : Madeleine
- 1996 : Le Fils de Gascogne de Pascal Aubier : elle-même
- 1998 : La fille d'un soldat ne pleure jamais (A Soldier's Daughter Never Cries) de James Ivory : Madame Beauvier

#### Années 2000
- 2000 : Les Chamanes (Le sciamane) d'Anne Riitta Ciccone : la mère
- 2002 : Rien, voilà l'ordre de Jacques Baratier : la mère d'Alexis
- 2009 : Trésor de Claude Berri et François Dupeyron : Madame Girardon

#### Années 2010
- 2012 : Un bonheur n'arrive jamais seul de James Huth : Fanfan Keller
- 2014 : La Rançon de la gloire de Xavier Beauvois : voix d'Oona Chaplin
- 2017 : Un profil pour deux de Stéphane Robelin : Marie

#### Années 2020
- 2024 : Les Boules de Noël d'Alexandra Leclère : Simone

### Télévision
- 1981 : Les Enquêtes du commissaire Maigret , épisode : Maigret se trompe  de Stéphane Bertin : l'assistante du Pr Gouin
- 1982 : L'Apprentissage de la ville de Caroline Huppert
- 1985 : Colette de Gérard Poitou
- 1985 : Enquêtes à l'italienne, épisode L'Énigme de la locomotive volante : Katerina
- 1986-1989 : Lance et compte
- 1988 : La Planète Miracle, série documentaire (voix off)
- 1990 : Les Mouettes de Jean Chapot
- 1993 : L'Éternel Mari de Denys Granier-Deferre
- 1996 : Alla turca d’après un roman de Güney Dal ; également réalisatrice
- 1996 : Si on faisait un bébé de Christiane Spiero
- 1997 : L'Inventaire de Caroline Huppert
- 1998 : Le Crabe sur la banquette arrière de Jean-Pierre Vergne
- 1998 : Belle Grand-mère de Marion Sarraut
- 1999 : Tramontane d'Henri Helman
- 2001 : Un oranger pour deux d'Élisabeth Rappeneau
- 2001 : Méditerranée d'Henri Helman
- 2001 : Belle Grand Mère "La Trattoria" de Marion Sarraut
- 2002 : Rien ne va plus de Michel Sibra
- 2002 : L'Agence Coup de cœur de Stéphane Kurc
- 2003 : L'Agence Coup de cœur 2 de Stéphane Kurc
- 2004 : Le fond de l'air est frais de Laurent Carcélès
- 2004 : Clochemerle de Daniel Losset
- 2005 : Mademoiselle Gigi de Caroline Huppert
- 2006 : Joséphine, ange gardien, épisode Remue-ménage de Laurent Chouchan : Tania Fournier
- 2006 : René Bousquet ou le Grand Arrangement de Laurent Heynemann : Évelyne Baylet
- 2007 : C'est arrivé dans l'escalier de Luc Béraud
- 2011 : Les Nuits d'Alice de Williams Crépin
- 2012 : Climats : Les Orages de la passion de Caroline Huppert
- 2012 : À dix minutes des naturistes de Stéphane Clavier
- 2012 : Malgré-elles de Denis Malleval
- 2013 : Doc Martin, épisode Un corbeau et des baffes de François Velle : Bernardette Derville
- 2013 : Le Bal des secrets de Christophe Barbier
- 2014 : La Trouvaille de Juliette de Jérôme Navarro
- 2016 : Mongeville, épisode Légende vivante de René Manzor
- 2016 : Alliances rouge sang de Marc Angelo : Béatrice
- 2019 : L'Enfant que je n'attendais pas  de Bruno Garcia : Christine
- 2021 : Belle, belle, belle d'Anne Depétrini : Lili
- 2021 : La Dernière Partie de Ludovic Colbeau-Justin : Louise
- 2023 : Enquête Parallèle de Stéphanie Pillonca-Kervern

## Théâtre
- 1985 : La Robe mauve de Valentine  de Françoise Sagan, mise en scène Patrick Bureau, [Où ?].
- 1987 : L'Éloignement de Loleh Bellon, mise en scène Bernard Murat, théâtre de la Gaîté-Montparnasse
- 1988-1989 : La Mouette d'Anton Tchekhov, mise en scène Andreï Kontchalovski, Odéon-Théâtre de l'Europe
- 1990 : L'Aiglon d'Edmond Rostand, mise en scène Jean-Luc Tardieu, Festival d'Anjou
- 1993 : Fièvre romaine d'Edith Wharton, mise en scène Simone Benmussa, théâtre Marigny ; reprise en 1995 au théâtre de Nice
- 1997 : Bel-Ami de Pierre Laville d'après Guy de Maupassant, mise en scène Didier Long, théâtre Antoine
- 2006 : Feu sacré, pièce-concert d'après les écrits de George Sand et des musiques de Frédéric Chopin, théâtre Mogador ; reprise en 2009 au théâtre de la Porte-Saint-Martin
- 2006-2008 : L'Importance d'être constant d'Oscar Wilde, mise en scène Pierre Laville, théâtre Antoine puis Opéra de Massy et  tournée
- 2009 : Le Voyage de Victor de Nicolas Bedos, mise en scène de l'auteur, théâtre de la Madeleine
- 2013 : Rapport intime de Didier van Cauwelaert, mise en scène Alain Sachs, théâtre des Bouffes-Parisiens
- 2018 : La Légende d'une vie de Stefan Zweig, mise en scène Christophe Lidon, Centre national de création d'Orléans, puis théâtre Montparnasse
- 2020 : Sorcière de Marguerite Duras, mise en scène Stéphan Druet, théâtre de Poche Montparnasse

## Publications

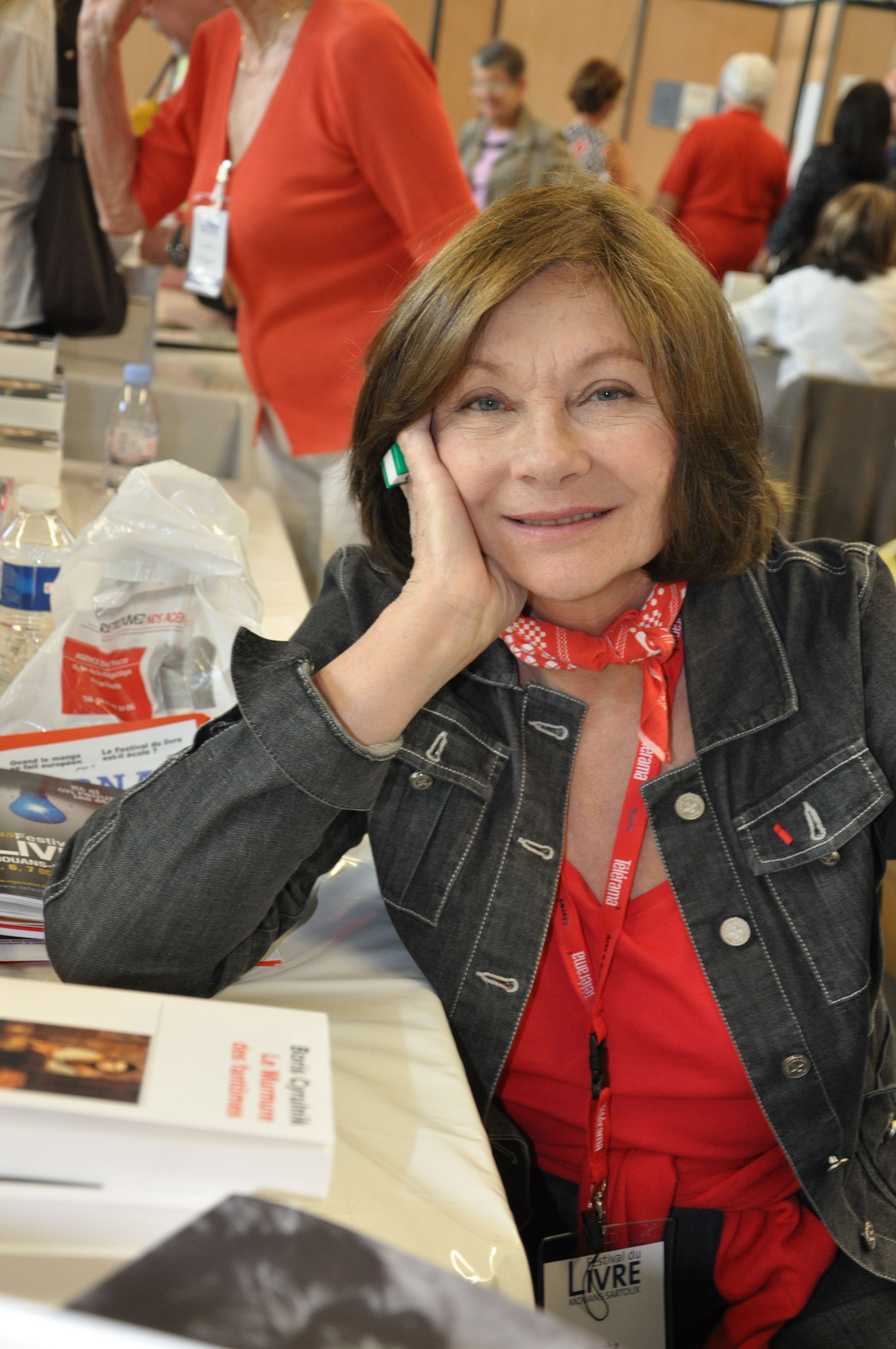
Macha Méril au Festival du livre à Mouans-Sartoux en 2012.

### Romans et nouvelles
- La Star, Grasset, 1982.
- Love Baba, Albin Michel, 2000.
- Les Mots des hommes, Albin Michel, 2004.
- Ce soir, c'est ta fête, Albin Michel, 2006.
- Jury, Albin Michel, 2011.
- Ce qu'il voulait, Albin Michel, 2012.
- L’Amour dans tous ses états, Flammarion, 2014.
- Arithmétique de la Chair, Flammarion, 2016.
- Vania, Vassia et la fille de Vassia, Liana Levi, 2020.

### Livres de cuisine
- Joyeuses Pâtes !, 1986.
- Moi j'en riz !, Robert Laffont, 1996.
- Haricots-ci haricots-là, Robert Laffont, 1999.
- C'est prêt dans un quart d'heure !, Robert Laffont, 2011.

### Autobiographies et chroniques
- Patati patata, trois petits tours et puis ça va (billets d'humeur), Albin Michel, 2001.
- Biographie d'un sexe ordinaire, Albin Michel, 2003.
- Si je vous disais, Albin Michel, 2004.
- Un jour, je suis morte, Albin Michel, 2007.
- L'homme de Naples, L'Archipel, 2022.

### Théâtre
- Ricochets, 2009.

### Divers
- L'Esprit au féminin (avec Christian Moncelet), Le Cherche midi, 2012.

## Distinctions

### Récompense
- Prix Raimu de la Comédie 2006 pour L'Importance d'être Constant

### Nominations
- César du cinéma 1986 : Meilleure actrice dans un second rôle pour Sans toit ni loi
- Molières 1988 : Molière de la comédienne pour L'Éloignement

### Décorations
- Chevalière de la Légion d'honneur
- Officière de l'ordre national du Mérite
- Chevalière de l'ordre du Mérite agricole
- Officière de l'ordre des Arts et des Lettres